# إنتان
الإنتان أو التعفن أو الخَمَج (بالإنجليزية: septicemia أو sepsis)، هي حالة صحية خطيرة مهددة الحياة، تحدث عندما تؤدي الاستجابة المفرطة لجهاز المناعة تجاه العدوى إلى إلحاق الضرر بأنسجة الجسم وأعضائه.
قد تتبع المرحلة الأولية من الإنتان مرحلة من كبت الجهاز المناعي، خاصة في الحالات الشديدة أو المتقدمة. تشمل العلامات والأعراض الشائعة: الحمى، وزيادة معدل ضربات القلب، وتسارع التنفس، والتشوش الذهني. كما قد تظهر أعراض مرتبطة بمكان العدوى الأولية، مثل السعال في حالة الالتهاب الرئوي، أو الألم عند التبول في حالة عدوى الكلى. أما الأطفال وكبار السن والأشخاص الذين يعانون من ضعف في الجهاز المناعي، فقد لا تظهر لديهم أعراض مميزة للعدوى، وقد تكون درجة حرارتهم طبيعية أو منخفضة بدلًا من ارتفاعها.
يؤدي الإنتان الحاد إلى ضعف في وظائف الأعضاء أو التروية الدموية. وتشير مؤشرات مثل انخفاض ضغط الدم، أو ارتفاع مستوى اللاكتات في الدم، أو انخفاض كمية البول إلى سوء التروية الدموية. وتُعرَّف الصدمة الإنتانية بأنها انخفاض ضغط الدم الناتج عن الإنتان، والذي لا يتحسن بعد إعطاء السوائل الوريدية.
تسبّب الإنتان أنواع متعددة من الكائنات الدقيقة، بما في ذلك البكتيريا، والفيروسات، والفطريات. وتشمل المواقع الشائعة للعدوى الأولية: الرئتين، الدماغ، الجهاز البولي، الجلد، وأعضاء البطن. وتزيد بعض عوامل الخطر من احتمالية الإصابة بالإنتان، مثل التقدم في العمر أو صغر السن، وضعف الجهاز المناعي نتيجة أمراض مثل السرطان أو السكري، أو نتيجة التعرض لرضوض شديدة أو الحروق.
كان تشخيص الإنتان في السابق يتطلب وجود معيارين على الأقل من معايير "متلازمة الاستجابة الالتهابية الجهازية" (SIRS) في سياق اشتباه بعدوى. ولكن في عام 2016، استبدلت هذه المعايير بنظام تقييم فشل الأعضاء المختصر المعروف باسم "تقييم SOFA السريع" (qSOFA)، والذي يعتمد على وجود اثنين على الأقل من ثلاثة مؤشرات: زيادة معدل التنفس، تغير في درجة الوعي، وانخفاض ضغط الدم.
توصي الإرشادات الطبية بأخذ مزرعة الدم قبل بدء استخدام المضادات الحيوية، لكن تشخيص الإنتان لا يشترط وجود عدوى مؤكدة في الدم. وتساعد الفحوصات التصويرية الطبية في تحديد موقع العدوى المحتمل. ومن الحالات الأخرى التي قد تُسبب أعراضًا مشابهة للإنتان: فرط التحسس (التأق)، وقصور الغدة الكظرية، وانخفاض حجم الدم، وفشل القلب، والانسداد الرئوي.
يتطلب علاج الإنتان تدخلاً فوريًا باستخدام السوائل الوريدية والأدوية المضادة للميكروبات. وغالبًا ما يحتاج المريض إلى رعاية مستمرة في وحدة العناية المركزة. وإذا لم تؤدِّ السوائل إلى رفع ضغط الدم بشكل كافٍ، يصبح استخدام أدوية رافعة للضغط ضروريًا. وقد يُحتاج إلى التهوية الميكانيكية لدعم وظائف الرئة، وغسيل الكلى لدعم الكلى. كما يمكن تركيب قسطرة وريدية مركزية وقسطرة شريانية للحصول على وصول مباشر إلى مجرى الدم وتوجيه العلاج. من القياسات المفيدة الأخرى في الحالات الشديدة: النتاج القلبي، وتشبع الأكسجين في الوريد الأجوف العلوي.
يحتاج المصابون بالإنتان أيضًا إلى تدابير وقائية لمنع حدوث خثار الوريد العميق، وقرحات الضغط، وقرحات الإجهاد المعدي، ما لم يكن هناك ما يمنع من ذلك. وقد يستفيد بعض المرضى من ضبط مستويات سكر الدم بدقة باستخدام الإنسولين. أما استخدام الستيرويدات القشرية فهو محل جدل؛ إذ أظهرت بعض الدراسات فائدتها، بينما لم تؤكد دراسات أخرى ذلك.
تتحدد نتائج الحالة جزئيًا بحسب شدة المرض. وتصل نسبة الوفاة في حالات الإنتان إلى 30%، بينما تصل إلى 50% في حالات الإنتان الحاد، وقد تبلغ 80% في حالات الصدمة الإنتانية. وقد أُصيب بالإنتان نحو 49 مليون شخص في عام 2017، توفي منهم 11 مليون شخص، أي ما يعادل حالة وفاة واحدة من بين كل خمس حالات على مستوى العالم. وفي الدول المتقدمة، يتأثر بالإنتان سنويًا ما بين 0.2 إلى 3 أشخاص من كل 1000، وهو ما يعادل نحو مليون حالة سنويًا في الولايات المتحدة، وتشير البيانات إلى تزايد معدلات الإصابة. وتفيد بعض الدراسات بأن الإنتان أكثر شيوعًا بين الرجال، في حين تظهر بيانات أخرى أنه أكثر انتشارًا بين النساء. تعود أوصاف الإنتان إلى زمن أبقراط.

## التهابات مجرى الدم
عدوى مجرى الدم (أو الإنتان البكتيري) هو وجود بكتيريا في الدم والتي قد تكون عابرة ودون أعراض. ووفقاً لمراكز مكافحة الأمراض واتقائها (CDC)، يمكن تعريف عدوى مجأى الدم بانها وجود بكتيريا قادرة على البقاء في الدم (أي تجرثم الدم) ومثبتة بزرع دم إيجابي. يُكشف عن البكتيريا في الدم بزرع الدم. وعادة ما يقصد بالإنتان البكتيري بوجود بكتيريا حية قادرة على البقاء في مجرى الدم.
وترتبط عدوى مجرى الدم مع ارتفاع معدلات الاعتلال والوفيات. في الولايات المتحدة يقدر مرضى التهابات مجرى الدم بحدود 250000 حالة في السنة. تحدث العديد من حالات العدوى في المستشفيات. التهابات مجرى الدم واحدة من الأسباب العشر الرئيسية للوفاة، معدل الوفيات يتراوح ما بين 12% في حالات المستشفيات إلى 80% في وحدة العناية المركزة.

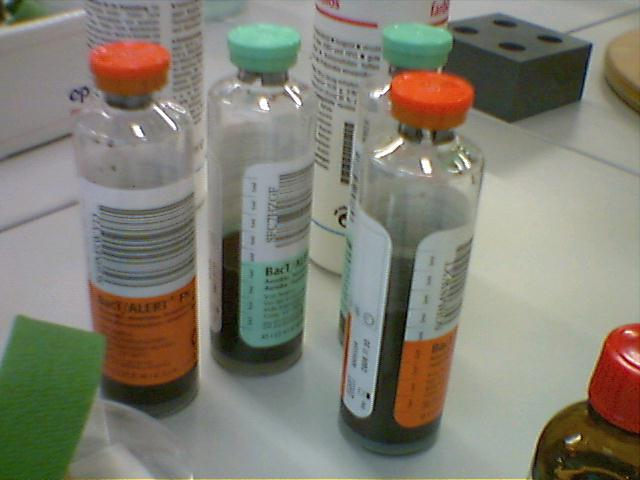
نموذج لواحدة من طرق استنبات الدم

## تصنيفات التهابات مجرى الدم
صُنِفَّت التهابات مجرى الدم إلى ثلاث فئات وفقاً لتصنيف فريدمان وآخرين (Friedman et al.).
1. التهابات مجرى الدم المكتسبة بالمستشفيات: استنباتات الدم الإيجابية يُحصَل عليها من المرضى الذين أمضوا فترة 48 ساعة فعلية أو أكثر في المستشفيات.
2. التهابات مجرى الدم المرتبطة بالرعاية الصحية: استنباتات الدم الإيجابية التي يحصل عليها في غضون 48 ساعة أو إذا كان المريض قد تلقى علاجاً بالقسطرة الوريدية في المنزل، أو كان قد ذهب إلى مستشفى أو عيادة غسيل الكلى أو تلقى العلاج الكيميائي عن طريق الوريد أو أُدخِلَ المستشفى خلال الثلاثة أشهر السابقة، أو كان مقيماً في دار تمريض.[12]
3. التهابات مجرى الدم المكتسبة من المجتمع: استنباتات الدم الإيجابية يُحصَلُ عليها في غضون 48 ساعة من دخول المستشفى، للمرضى الذين لا يحملون معايير التهابات مجرى الدم المرتبطة بالرعاية الصحية.[11][12]

تعرف التهابات مجرى الدم المؤكدة مختبريا بأنها استنباتات الدم الإيجابية لممراض يلاحظ في زرع دم واحد أو أكثر، وليس للإصابة أية علاقة بإصابة في موقع آخر من الجسم. في حالة وجود الملوثات الجلدية الشائعة بدلاً من أن يكون ممراض الملاحظ، فإن التعرف على الإصابة يكون من خلال الحصول على نتيجة إيجابية من مجموعتين أو أكثر إما من استنباتات الدم المسحوبة من أماكن مختلفة من مريض الحمى أو من مجموعة واحدة من الاستنباتات التي أُخِذَت من مريض مصاب يعالج بالمضادات الحيوية المناسبة عن طريق الوريد.
موقع الإصابة قد يكون بولياً أو داخل البطن أو بسبب قسطرة الأوعية الدموية أو رئوياً أو الجلد والأنسجة الرخوة أو عدوى مجرى الدم الابتدائي أو غير معروف تبعاً لتعريفات مراكز مكافحة الأمراض واتقائها.
أيضاً يمكن أن تصنف التهابات مجرى الدم وفقاً لشدة الأمراض الكامنة، يمكن تصنيف المرضى إلى واحد من ثلاث فئات وفقاً لتصنيف مكابي وجاكسون وهي:
1. الوفاة سريعاً
2. الوفاة في نهاية المطاف
3. غير مميتة

يُصَنَّف المرضى الذين يستخدمون الأدوية المثبطة للمناعة والمرضى الذين يعانون من عدوى فيروس العوز المناعي البشري أو قلة العدلات (أقل من 1000 خلية عدلة في المليمتر المكعب) بأنهم ناقصو المناعة (en).

## مصدر التهابات مجرى الدم
تُصَنَّف التهابات مجرى الدم إلى أولية (أو أساسية) وثانوية تبعاً لمصدر العدوى. الأجهزة الوريدية هي المصدر الأكثر شيوعاً لالتهابات مجرى الدم. عدوى الجهاز البولي هو المصدر الثاني الأكثر شيوعاً.
ويمكن تمييز التهابات مجرى الدم الأولية (أي أنها بدون مصدر سابق من حالات العدوى) عن التهابات مجرى الدم الثانوية (أي أنها ناتجة من عدوى أخرى، مثل ذات الرئة والتهاب المسالك الصفراوية وعدوى الجلد والأنسجة الرخوة وعدوى الجرح).
مراكز مكافحة الأمراض واتقائها (CDC) يقسم التهابات مجرى الدم الأولية إلى:
- التهابات مجرى الدم المؤكدة مختبرياً
- إنتانات سريرية.[7]

المرضى الذين يعانون من التهابات مجرى الدم المكتسبة بالمستشفيات والتهابات مجرى الدم المرتبطة بالرعاية الصحية يُصَابون بإنتانات بكتيرية سببها الأجهزة الوريدية أو الجهاز الهضمي أو الجلد والأنسجة الرخوة (مثل عدوى قرحة الفراش وحالات التهاب النسيج الخلوي، وهذه الأسباب احتمالاتها متقاربة، أما المرضى الذين يعانون من التهابات مجرى الدم المكتسبة من المجتمع فهم معرضون أكثر لالتهابات مجرى الدم الثانوية التي سببها عدوى المسالك البولية.

## الإنتان البكتيري
الإنتان البكتيري أو تجرثم الدم هو وجود بكتيريا في الدم. ويُكشَف عن البكتيريا في الدم بزرع الدم. تجرثم الدم هو وجود البكتيريا قادرة على البقاء في مجرى الدم.
قد يكون التجرثم أول دليل على وجود إصابة بمرض كامن خطير، مثل فيروس متلازمة العوز المناعي المكتسب أو خبيثة الدم (en) أو خباثة الأجهزة الصلبة.
التجرثم العابر قد يستمر لدقائق أو بضع ساعات، وغالباً يحدث بعد التلاعب بمواقع الجسم غير المعقمة بعد العمليات مما يؤدي إلى تلوث الجلد أو الأسطح المخاطية وأيضاً في بداية الالتهابات البكتيرية الحادة.
أما التجرثم المتقطع فهو تجرثم بسبب الكائنات الحية الدقيقة نفسها التي كُشف عنها متقطعًا في نفس المريض بسبب وجود دورة التخليص وتكرارها.
أما تجرثم الدم المستمر فهو الصفة المميزة لالتهاب الشغاف والتهابات الأوعية الدموية الأخرى. تجرثم الدم المستمر يحدث خلال المراحل المبكرة من العدوى البكتيرية الجهازية، مثل الحمى المتموجة وحمى التيفوئيد.

## تعريفات ومصطلحات متعلقة بالإنتان
الإنتان هو الحالة التي تتوافر فيها في المريض مواصفات متلازمة الاستجابة الالتهابية الجهازية (SIRS) ويكون مصاباً بعدوى مشخصة أو مشتبه بشدة بإصابته بها. ويتميز الإنتان بحالة التهاب كامل الجسم. قد تظهر على الجسم أعراض الاستجابة الالتهابية للإنتان بواسطة استجابة الجهاز المناعي للميكروبات في البول أو الدم أو الرئتين أو الجلد أو الأنسجة الأخرى. وهناك مصطلح آخر يستخدم للإنتان هو تسمم الدم. الإنتان الحاد هو الاستجابة الالتهابية الجاهزية بالإضافة إلى وجود عدوى بالإضافة إلى وجود فشل عضو في الجسم.
متلازمة الاستجابة الالتهابية الجهازية (SIRS) هي حالة للالتهابات التي تؤثر على الجسم كله، وكثيراً ما يكون هنالك رد فعل من الجهاز المناعي للعدوى، ولكن ليس بالضرورة.
يعرف الإنتان الحاد بأنه إنتان مصاحب بفشل عضو أو نقص انسياب الدم أو انخفاض ضغط الدم.

### متلازمة الاستجابة الالتهابية الجهازية
أعراض متلازمة الاستجابة الالتهابية الجهازية (Systemic inflammatory response syndrome) تشمل، ولكنها لا تقتصر على:
- درجة حرارة الجسم أقل من 36° درجة مئوية أو أعلى من 38° درجة مئوية
- معدل ضربات القلب أعلى من 90 نبضة في الدقيقة
- تسرع التنفس بمعدل أكثر من 20 نفساً في الدقيقة أو ضغط جزئي شرياني لغاز ثنائي أكسيد الكربون أقل من 4.3 كيلو باسكال (32 ملم زئبقي)
- تعداد خلايا الدم البيضاء أقل من 4000 خلية/ملم³ أو خلايا أكثر من 12,000 خلية/ملم³، أو وجود أكثر من 10% من العدلات غير الناضجة (الخلية المأطورة.

ويمكن تشخيص متلازمة الاستجابة الالتهابية الجهازية عند وجود اثنين أو أكثر من الأعراض أعلاه.

### الصدمة الإنتانية
الصدمة الإنتانية هي حالة طبية طارئة بسبب إنخفاض تروية الأنسجة وتزويد الأوكسجين نتيجة لعدوى شديدة وإنتان، على الرغم من أن عدوى الجرثومة قد تكون منتشرة في الجسم أو محددة في مكان أو عضو معين في الجسم. يمكن للصدمة الإنتانية أن تتسبب بمتلازمة الإختلال العضوي المتعدد (المعروف سابقاً باسم الفشل العضوي المتعدد) والموت.
ضحاياه الأكثر شيوعاً هم:
- الأطفال
- المصابون بنقص المناعة
- المسنون

عادة، يُطبّب المرضى الذين يعانون من الصدمة الإنتانية في وحدات العناية المركزة. معدل وفيات الأطفال من الصدمة الإنتانية يراوح بين 25% و50٪.

### الإنتان الوليدي
الإنتان الوليدي (Neonatal sepsis) هو نوع من تعفن الدم يشير تحديداً إلى وجود عدوى بكتيرية في الدم (التهابات مجرى الدم)، مثل التهاب السحايا والالتهاب الرئوي والتهاب الحويضة والكلية، أو التهاب المعدة والأمعاء المصاحبة للحمى.
أعراض الدورة الدموية أو فشل الجهاز التنفسي ليست مفيدة سريرياً لأن هذه الأعراض في كثير من الأحيان لا تنشأ في حديثي الولادة حتى يوشك الطفل على الموت ولا يمكن منعه.

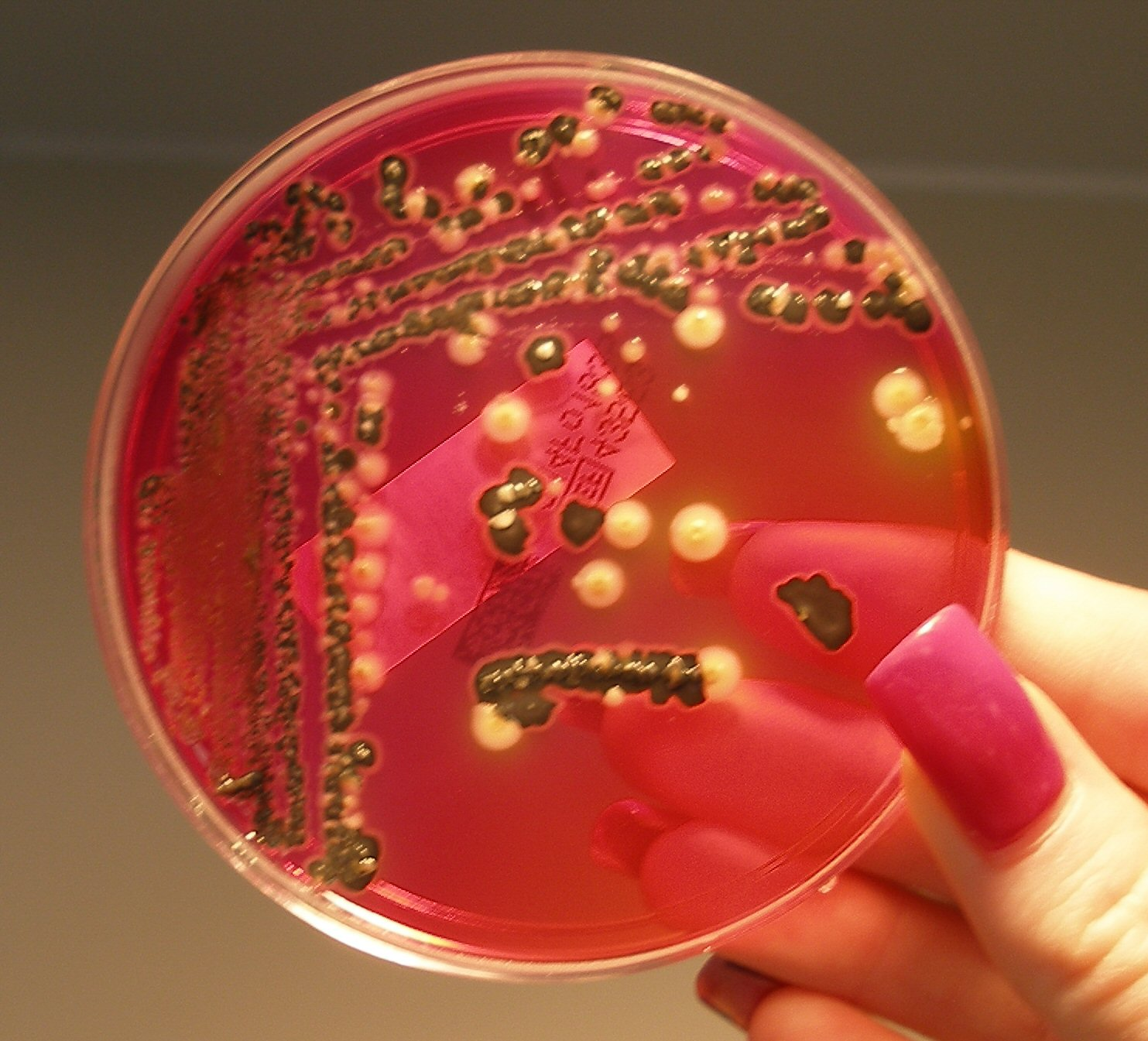
السلمونيلا سبب رئيسي للإنتان البكتيري

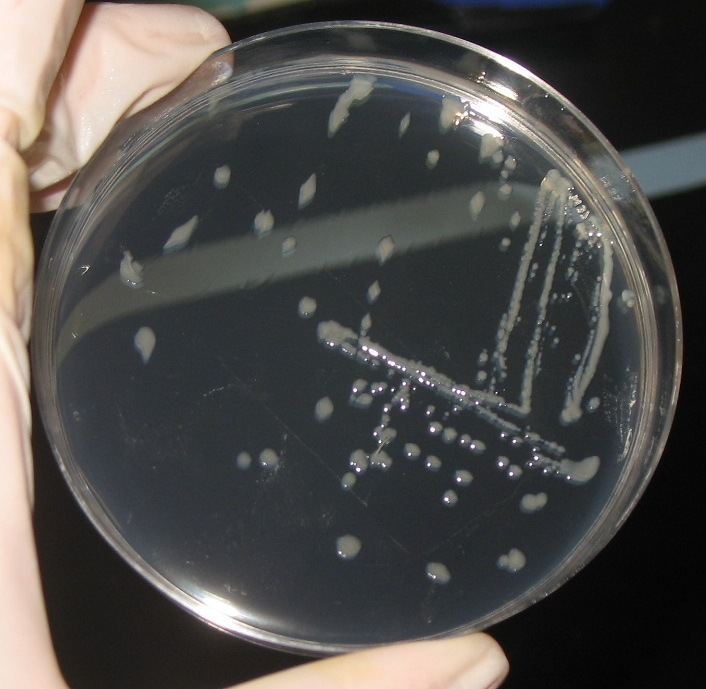
استنبات مخبري لإشريكية قولونية، وهي واحدة من أكثر البكتريا سلبية الغرام المسببة للإنتان

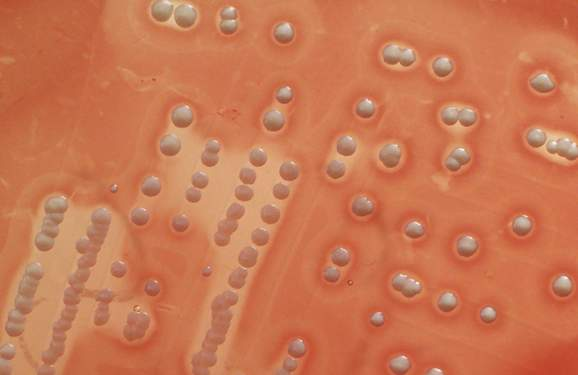
العنقودية الذهبية أكثر بكتيريا إيجابية الغرام مسببة للإنتان

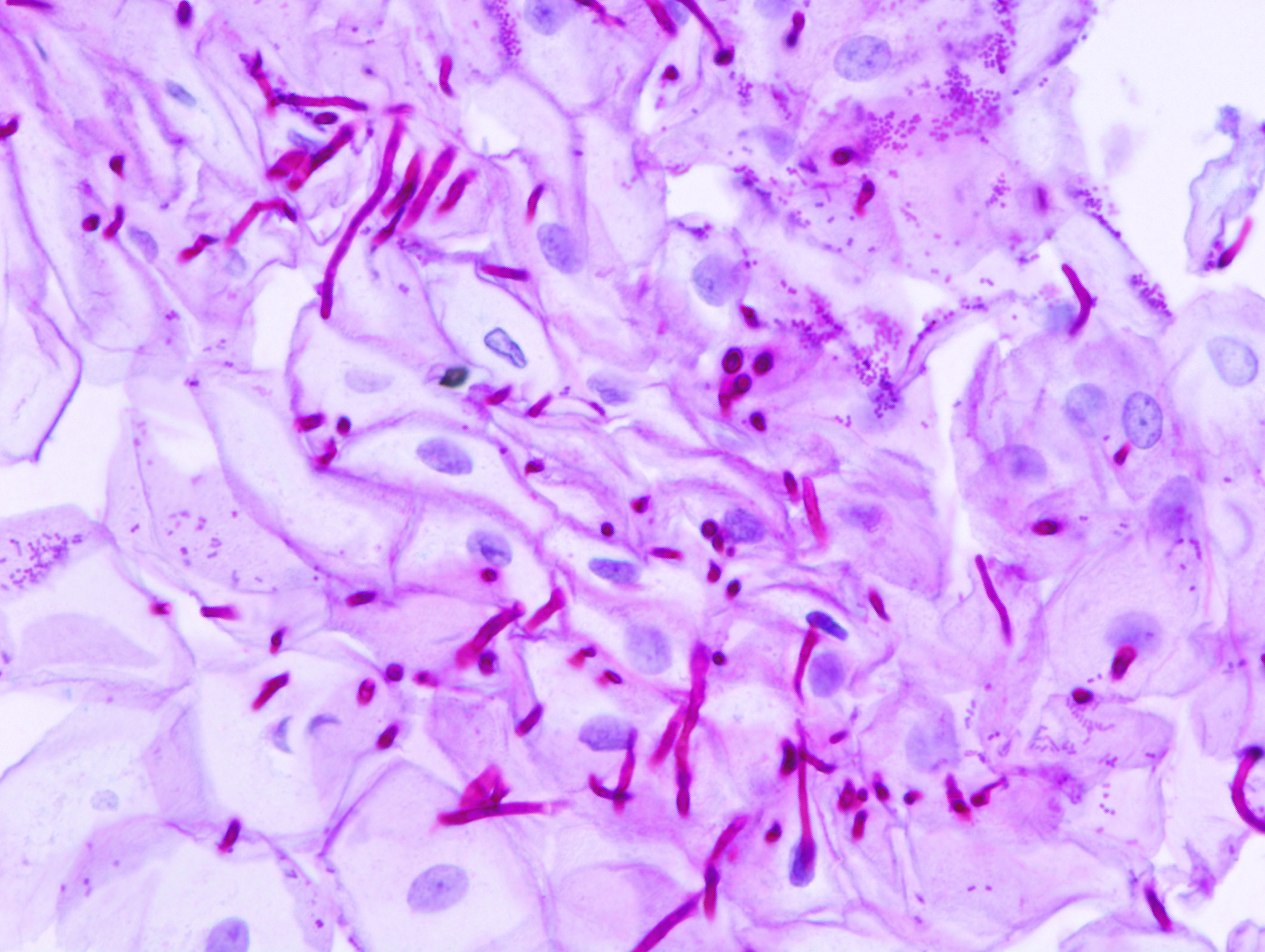
كانديدا في المريء، صورة خزعة

## الممراضات المسببة للإنتان
البكتريا سلبية الغرام وخاصة من عائلة البكتيريا المعوية (مثل السلمونيلا) هي السبب الرئيسي للإنتان البكتيري. حالياً في البلدان المتقدمة، تشخص البكتيريا إيجابية الغرام في كثير من الأحيان أكثر من السالبة في التهابات مجرى الدم في مرضى السرطان. ولكن في البلدان النامية هذا التحول غير موجود بسبب شح مصادر السيطرة على العدوى.
الدراسات تختلف في مسببات الإنتان فيما إذا كانت البكتيريا إيجابية الغرام أو البكتريا سلبية الغرام هي الغالبة.
بصورة عامة فإن أكثر أنواع البكتريا المسببة للإنتان هي:
| بكتيريا إيجابية الغرام | بكتريا سلبية الغرام |
| --- | --- |
| Enterococcus spp. Staphylococcus aureus Coagulase–negative staphylococcus (عنقودية سالبة الكواجيوليز) Streptococcus pneumonia Streptococcus mitis | Escherichia coli Klebsiella pneumonia Acinetobacter baumannii Pseudomonas aeruginosa Enterobacter cloacae Burkholderia spp. عصوية ذهبية Klebsiella oxytoca Stenotrophomonas maltophilia Proteus mirabilis Rhizobium radiobacter Shigella sonnei |

الإنتان الفطري محدود مقارنة بالإنتان البكتيري، لكن السبب الرئيسي له هو الكانديدا (Candida) والمعروفة بأنها المسببة لمرض داء المبيضات.

## المضادات الحيوية
لعلاج الإنتان، ينبغي أن يستند اختيار الأدوية على المصدر المحتمل للعدوى ونوع صبغة غرام الظاهرة في مسحة العينات السريرية المناسبة والحالة المناعية للمريض. وينبغي أن يعكس الاختيار أيضاً الأنماط المحلية لمقاومة المضادات الحيوية.
يمكن استخدام الجيل الثالث والرابع من السيفالوسبورينات أو البيبيراسيلين/تازوباكتام أو التيكارسيلين/كلافولانات أو الإميبينيم أو الميروبينيم أو الأزتريونام لعلاج تعفن الدم الناجم عن معظم سلالات العصيات سلبية الغرام. السيفتازيديم أقل نشاطاً ضد مكورات إيجابية الغرام. السيفالوسبورينات الأخرى من السيفتازيديم والسيفيبيم لها نشاط محدود ضد الزائفة الزنجارية. البيبيراسيلين/تازوباكتام وتيكارسيلين/كلافولانات والأميبينيم والميروبينيم تعتبر أدوية فعالة ضد معظم سلالات الزائفة الزنجارية وفعالة أيضاً ضد اللاهوائيات. الأزتريونام فعال ضد العديد من سلالات الزائفة الزنجارية ولكن ليس له فعالية ضد الجراثيم الإيجابية الغرام أو اللاهوائيات.
العلاج الأولي للبالغين الذين تكون حياتهم في خطر بسبب الإنتان، فإن مستشاري مؤسسة الرسالة الطبية (en) يوصون باستخدام الجيل الثالث والرابع من السيفالوسبورينات أو البيبيراسيلين/تازوباكتام أو الأميبينيم أو الميروبينيم بالإضافة إلى أمينوغليكوزيد. عندما تشتبه الإصابة بعدوى المكورات العنقودية الذهبية المقاومة للمثسلين أو بكتريا العنقودية البشروية المقاومة للميثيسيلين فيضاف في كثير من الأحيان الفانكوميسين وحده أو مع جنتاميسين أو ريفامبيسين (أحدهما أو كليهما). عندما تُشتَبَه الإصابة بالتهاب الشغاف الجرثومي فيجب بدء العلاج قبل التعرف على العوامل المسببة للأمراض. ويمكن استخدام مزيج من سيفترياكسون وفانكوميسين، بعض الاستشاريين من مؤسسة الرسالة الطبية ينصحون بإضافة الجنتاميسين أيضاً.

### المضادات الحيوية المناسبة لبعض أنواع الإنتان

#### إنتان الدم المكتسب من المجتمع
في هذه الحالة يقترح استخدام البنسلينات واسعة الطيف أو السيفالوسبورينات واسعة الطيف. إذا اشتبهت الإصابة بالمكورات العنقودية الذهبية المقاومة للمثيسلين فينبغي إضافة فانكوميسين. إذا اشتبهت عدوى اللاهوائيات، ينبغي أن يضاف الميترونيدازول إلى السيفالوسبورينات واسعة الطيف. أما إذا اشتبهت الإصابة بكائنات دقيقة أخرى مقاومة فينبغي استخدام مضاد حيوي أوسع طيفاً من مضادات البيتا لاكتام المضادة للبكتيريا (الميروبينيم مثلاً).

#### إنتان الدم المكتسب من المستشفيات
في هذه الحالة يُقتَرح استخدام البنسلينات واسعة الطيف (البيبيراسيلين/تازوباكتام أو التيكارسيلين/كلافولانات) أو السيفتازيديم أو الأميبينيم مع السيلاستاتين أو الميروبينيم. إذا اشتبهت الإصابة بعدوى العنقوديات الذهبية المقاومة للمثيسلين فيجب إضافة الفانكوميسين. إذا اشتبه عدوى ببكتريا لا هوائية فيجب إضافة الميترونيدازول إلى السيفالوسبورينات واسعة الطيف.

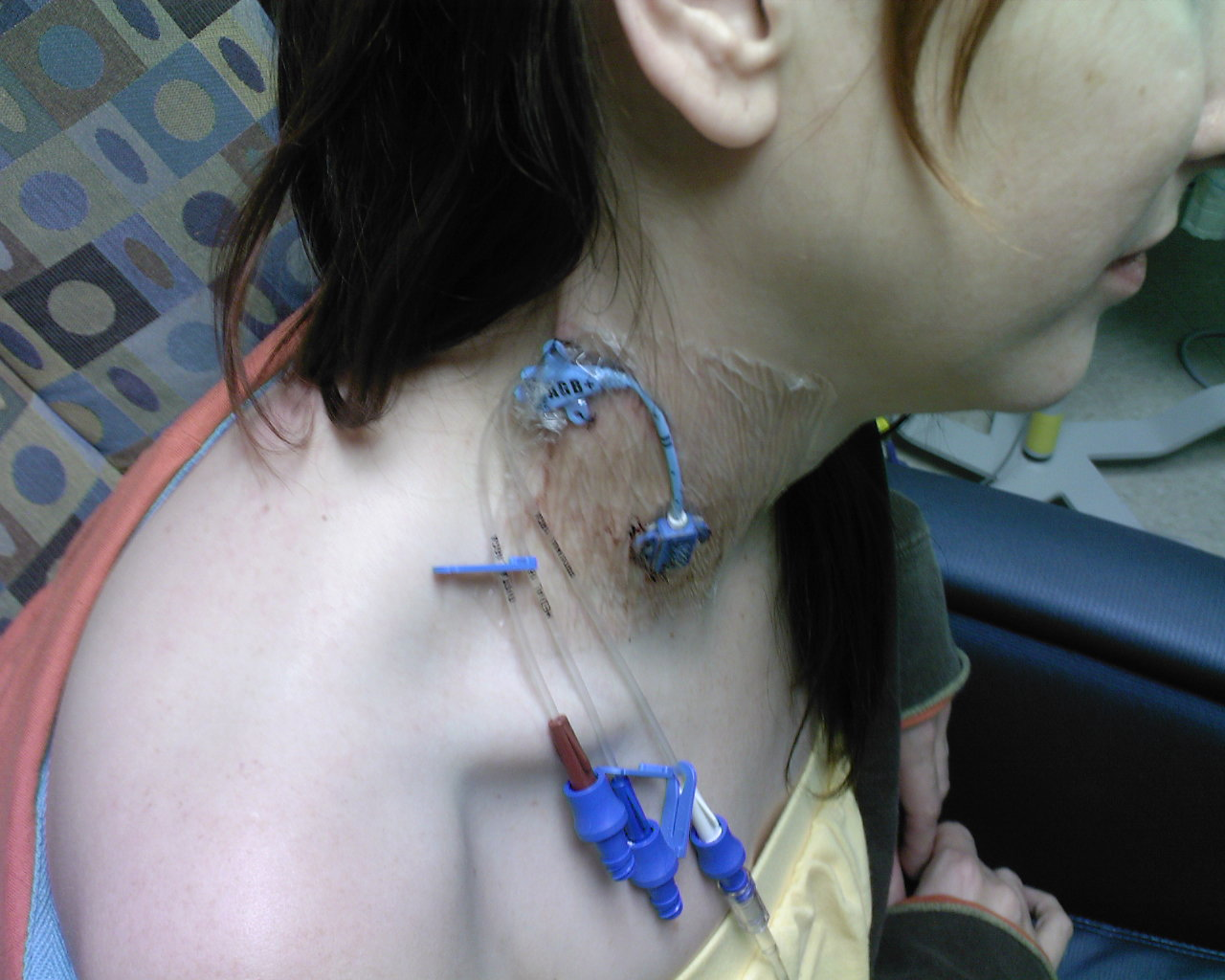
أحد أنواع قسطرة الأوعية الدموية، الأنبوب الثلاثي التجويف في الوريد الوداجي.

#### إنتان الدم نتيجة قسطرة الأوعية الدموية
في هذه الحالة يُقتَرح استخدام الفانكومايسين. أما إذا اشتبهت حالة إنتان بواسطة بكتريا سالبة الغرام، وخاصة في مرضى نقص المناعة، فيجب إضافة مضاد حيوي من مجموعة البيتا لاكتام المضادة للبكتيريا واسعة الطيف ويجب إزالة قسطرة الأوعية الدموية، وخاصة إذا جاءت العدوى عن طريق المكورات العنقودية الذهبية أو الزائفة أو المبيضات (الكانديدا).

#### إنتان التهاب السحايا
إذا اشتبه إنتان التهاب السحايا (Meningococcal septicaemia) فيمكن إعطاء جرعة واحدة مستعجلة من بنزيل بنسلين قبل نقل المريض للمستشفى طالما أن ذلك لا يؤخر نقله. سيفوتاكسيم قد يكون بديلاً في حالة حساسية البنسلين، يمكن استخدام الكلورامفينيكول إذا كان المريض يشكو من فرط الحساسية للبنسلين والسيفالوسبورينات. وللقضاء على النقل البلعومي، يجب أن يعطى الريفامبيسين لمدة يومين.

## الإنتان في العالم

### الإنتان في أفريقيا
العدوى الأولية (على سبيل المثال، الجهاز التنفسي، والمسالك البولية، أو الجهاز الهضمي) غالبا ما تؤدي إلى عدوى مجرى الدم (BSI) ويمكن أن تسبب الحمى. وبالتالي، قد تسهل معالجة المريض المصاب بالحمى الراقد في المستشفى بالكشف عن عدوى مجرى الدم. ولكون الدم هو موقع معقم عادة، فإن زرع الدم المناسب له قيمة كبيرة، لكن يصعب تشخيص عدوى مجرى الدم في البلدان النامية، حيث أن خدمات التشخيص الميكروبيولوجي قد تكون محدودة أو غائبة. في أفريقيا جنوب الصحراء، يرتفع معدل انتشار فيروس العوز المناعي البشري - نوع1 وتشح المصادر البيولوجية لذلك فإن عدداً من الممراضات التي تسبب عدوى مجرى الدم قد لا تُكتَشف.
أعطت دراسات سابقة في أفريقيا جنوب الصحراء الكبرى نتائج متضاربة بشأن الأهمية النسبية لبكتريا المتفطرة السلية والمكورة الرئوية والسلمونيلا غير التيفية في كونها أسباباً لعدوى مجرى الدم.

### الإنتان في الولايات المتحدة
كانت البكتريا سلبية الغرام السبب الرئيسي لالتهابات مجرى الدم قبل عام 1970، البكتيريا إيجابية الغرام أصبحت هي السائدة منذ ذلك الحين.